# Западная астрология
Западная астрология — одна из трёх астрологических систем, распространённых в мире. Истоки западной астрологии начинаются в астрологической системе Вавилона и развиты к I в. н. э. в эллинистическом мире (см. Тетрабиблос), со времён которого базовые принципы западной астрологии не претерпевают серьёзных изменений. Возникнув как языческая наука[неизвестный термин], астрология развивалась в русле оккультного герметического течения, обладая ощутимым религиозным оттенком. Центральной частью западной астрологии является гороскоп и его интерпретация.
Часто западная астрология именуется европейской, несмотря на то, что значительный вклад в её развитие внёс, в том числе, исламский мир, который сохранил астрологическую традицию, когда в греко-римском мире она пришла в упадок в эпоху раннего Средневековья. Именно из исламского мира астрология вернулась на запад к XIII веку.
В прошлом астрология сыграла определённую роль в становлении наук о небесных телах и о человеке, однако наукой не является. Изначально астрология играла роль протонауки, но в связи со становлением современного научного метода наукой и философией определяется как псевдонаука и предрассудок.

## Особенности западной астрологии
Можно выделить несколько характерных черт западной астрологии, отличающих её от другой не менее развитой астрологической традиции, ведической астрологии.
Западная астрология использует тропический зодиак. Тропический зодиак состоит из 12 равных секторов эклиптики, протяжённостью по 30° каждый. За начало отсчёта этих секторов выбирается точка весеннего равноденствия, то есть точка пересечения плоскости эклиптики с плоскостью небесного экватора, лежащая на небесной сфере. 
В древности в каждом из этих секторов располагались созвездия, по которым были названы знаки зодиака: Первый (от 0° до 30°) именуется знаком Овна, следующий (от 30° до 60°) — знаком Тельца, далее по порядку: Близнецы, Рак, Лев, Дева, Весы, Скорпион, Стрелец, Козерог, Водолей и Рыбы. 
В результате прецессии земной оси к XX веку реальные созвездия оказались значительно смещены, большинство астрологов сохраняют традиционное деление зодиакального круга, а также не включают в зодиакальный круг созвездие змееносца, несмотря на то, что оно также пересекает эклиптику.
И западная, и ведическая астрология признают семь небесных тел: Солнце, Луну, Меркурий, Венеру, Марс, Юпитер и Сатурн. 
Кроме того, обе астрологические традиции используют две фиктивные точки: Лунные узлы. Однако, в отличие от ведической астрологии, западная астрология признала открытые позднее Уран, Нептун и Плутон. Некоторые астрологи западной традиции также используют в своей практике ряд астероидов, наиболее употребляемый из которых Хирон. 
Западными астрологами применяется ряд дополнительных фиктивных объектов: Белая и Чёрная Луна (Селена и Лилит, соответственно), арабские точки, из которых наиболее употребляема Парс Фортуна, транснептуновые планеты и Прозерпина.
В западной традиции большее внимание уделяется Солнцу, нежели Луне. Это обстоятельство привело к тому, что в XX веке с гороскопом человека в массовом сознании стал ассоциироваться знак зодиака, в котором располагалось Солнце в момент рождения человека и возникла идея совместимости людей с разными солярными знаками. В ведической же астрологии роль ночного светила значительно большая: эта традиция имеет систему т. н. лунных стоянок (накшатра), то есть своеобразный «лунный зодиак», ассоциирует человека больше с Луной, нежели с Солнцем и потому при анализе совместимости супругов, например, использует методы, оценивающие взаимное положение Лун в гороскопах людей.
Наконец, западная астрология уделяет значительно большее внимание проблеме домификации гороскопа и имеет множество систем домов гороскопа, в основу определения границ которых положены, преимущественно, астрономические суждения и вера в связь неба и человека, в то время как ведическая астрология подходит к этому вопросу, преимущественно, философски.
На протяжении всей истории развития астрологии западная астрологическая традиция тяготела к привлечению математико-астрономических методов, в то время как индийская традиция базировалась более на собственной философии.

## Разногласия
Считается, что базовые принципы астрологии не менялись со времён Птолемея и составляют т. н. «классическую астрологию» (хотя не существует строго определения, что именно понимать под классической астрологией), однако каждый астролог в ходе своей практики вырабатывает те или иные дополнительные правила астрологического анализа. Это приводит к тому, что у различных астрологов существуют разногласия по множеству пунктов.
Одним из пунктов разногласий является набор объектов гороскопа, подлежащих изучению при астрологическом анализе. В настоящее время обязательными элементами гороскопа в западной астрологии являются: Солнце, Луна, Меркурий, Венера, Марс, Юпитер, Сатурн, Уран, Нептун, Плутон. К этому списку могут быть добавлены Лунные узлы и Чёрная Луна (Лилит) как очень распространённые объекты западного гороскопа. В то же время в силу тех или иных причин астрологи могут расширять этот список другими небесными телами и фиктивными объектами (см. гороскоп).
Следующим пунктом разногласий является система планетарного управления знаками зодиака, а также система экзальтаций планет. Эта проблема возникла после введения в астрологию транссатурновых планет, то есть Урана, Нептуна, Плутона. 
В настоящее время наиболее распространенной является следующая система управлений: Овном управляет Марс, Тельцом и Весами — Венера, Близнецами и Девой — Меркурий, Раком — Луна, Львом — Солнце, Скорпионом — Плутон, Стрельцом — Юпитер, Козерогом — Сатурн, Водолеем — Уран, Рыбами — Нептун.
У астрологов нет также единого мнения по поводу списка достойных для рассмотрения аспектов. В настоящее время все школы западной астрологии используют мажорные аспекты, известные со времён Птолемея. В то же время, некоторые из них расширяют этот список минорными аспектами. 
К проблеме аспектов примыкает и отсутствие единодушия по поводу системы орбов. Каждый астролог сам устанавливает для себя значения этих величин.
Строго говоря, система афетики[неизвестный термин] является более поздним приобретением астрологии, хотя, например, в работе Бен Эзры приводится список условий, увеличивающих или уменьшающих силу планет в гороскопе, однако ни о каких баллах планет и их суммировании речи не идёт. В этом вопросе у астрологов также нет согласия. Одни полностью игнорируют афетику, у других она проста, у третьих же представляет очень развитую и сложную систему.
У астрологов нет согласия в вопросе выбора системы домификации гороскопа. В разное время в ходу были различные системы домов. В настоящее время самой распространённой и популярной является система домов Плацидуса. Значительно менее популярная система домов Коха позиционирует себя как наиболее точная на сегодняшний день.
В среде астрологов не существует единодушия в выборе планет-управителей и соуправителей домов. Общепризнано, что планета, управляющая знаком, в котором расположен куспид дома (см. дома гороскопа), является и управителем дома. 
Однако даже из этого правила астрологами делаются исключения. В вопросах выбора соуправителей дома ещё больше расхождений.
Существует очень большое разногласие по поводу методов предсказательной астрологии. В настоящее время известно множество способов построения различных прогрессивных гороскопов (в том числе дирекций). У астрологов нет единого мнения по поводу того, какие из этих методов следует считать верными.
Ещё одним больным пунктом является проблема ректификации гороскопа, то есть проблема определения точного времени рождения человека. 
Никто точно не знает, что именно считается моментом рождения человека: начало родов, какой момент в течение этого процесса, момент первого вздоха или какой-то момент после родов. Одни борются за точное время рождения, споря о методах его нахождения. 
Другие астрологи полностью игнорируют эту проблему (она практически отпадает сама собой при использовании системы полнознаковых домов).
Нет единого алгоритма и свода правил чтения гороскопа и разрешения неоднозначности указаний. В подавляющем большинстве случаев анализ гороскопа требует привлечения интуиции и фантазии астролога, отчего каждый случай анализа вносит очень большую долю субъективизма в суждения.
Такое обилие проблем и отсутствие общих договорённостей не только делают невозможной научную проверку и опровержение положений западной астрологии, делая её нефальсифицируемой, но и является поводом для разногласий внутри самого астрологического движения. 
Современные астрологи обвиняют и критикуют друг друга за использование «неправильных» методов и постоянно доказывают внутри своего сообщества состоятельность собственных методов и правоту своего выбора в том или ином вопросе, из тех, что перечислены выше. Большинству практикующих астрологов приходится самим делать выбор и принимать решение по каждой из описанных проблем. В то же время существуют астрологи, являющиеся последователями той или иной астрологической школы, то есть пользуются устоявшимися внутри данного течения наборами техник, правил и системой приоритетов.
- Гамбургская школа астрологии

## Западные астрологи в разное время

### АстрологиВавилона
Об этом периоде астрологии известно довольно мало. Первыми записанными именами корифеев этого искусства можно считать имена астрономов Набуриманну, жившего около 500 г. до н. э. и Кидинну, жившего столетием позже. Оба этих человека были известны в Греции как специалисты по вычислению траекторий Луны и других небесных тел.

### Астрологи Греции и Рима
- Марк Манилий — автор самой ранней из дошедших до наших дней полноценной работы по астрологии. До «Астрономикона» Манилия (10 — 15 гг. н. э.) астрология проявляла себя только в высказываниях об астрологии видных личностей того периода, в виде обрывочных описаний гороскопов и т. п. По крайней мере, до наших дней не дошли более ранние работы, посвящённые этому вопросу.
- Веттий Валент — автор, в работах которого впервые система «мест», давшая начало системе домов, приобретает вид близкий к современному. Двенадцать «мест» у Валента следующие: 1 — Жизнь, тело; 2 — Благополучие и коммерция; 3 — Братья и сёстры, друзья, сила; 4 — Дети, семья, частные дела; 5 — Общество, друзья; 6 — Враги, здоровье, страдание; 7 — Брак; 8 — Смерть; 9 — Путешествие и паломничество; 10 — Репутация; 11 — Дары, друзья, амбиции; 12 — Опасность, враги.
- Клавдий Птолемей — выдающаяся фигура классической науки. Его работа, «Альмагест», содержала математические расчёты небесных тел и оставалась авторитетным научным источником вплоть до времени Коперника. Птолемей также является автором «Тетрабиблоса» — наиболее ранней из дошедших до нас работ, в которой сформулированы все базовые принципы астрологии. После «Тетрабиблоса» астрология только совершенствует свои методы, оставаясь верной духу Птолемея. «Тетрабиблос» является, своего рода, «Библией» классической астрологии запада.

### Астрологи Средних веков
- Машаллах, коренной еврей из Басры. Составил схему мировой истории, в которой значительные события совпали с конъюнкциями Сатурна и Юпитера, что послужило новым витком развития мунданной астрологии.
- Ал-Кинди — первый из арабских философов, возложивший на себя труд ознакомить исламский мир с философией и концепциями эллинистического мира. Аль-Кинди с большой симпатией относился к астрологии, особенно мунданной, его работа «Де Радиис» («О лучах») посвящена различным видам магии, включая и использование звёздных влияний. Благодаря его стараниям исламский мир перенял астрологическое искусство, и именно эта часть света будет оставаться центром астрологического искусства, в то время как на христианском западе астрология придёт в упадок.
- Абу Машар — самый влиятельный из исламских астрологов. В своём «Великом предисловии к Науке Астрологии» он описал интеллектуальную основу астрологии, обязанную своим происхождением космологии Аристотеля. Абу-Машар воздвиг доктрину о планетарных конъюнкциях, как поворотных точках мировой истории.[11]
- Абрахам Бен Эзра.
- Роджер Бэкон занимает видное место как астролог-теоретик, но не существует доказательств того, что он практиковал составление гороскопов. Разработал теорию, что каждая конъюнкция Юпитера с другими планетами определяет закон и характер новой религии. Также утверждал, что события Библии должны совпадать с планетарными соединениями, в частности он вычислил рождение Христа, которое совпало с соединением Юпитера и Сатурна.
- Первыми практикующими астрологами христианского мира в средние века были Гвидо Бонатти и Мишель Скот, которых Данте поместил в восьмой круг ада.
- Альберт Великий придерживался веры, что звёзды являются инструментами Перводвижителя Вселенной. Был учителем Фомы Аквинского.

### Астрологи Ренессанса
- Парацельс — великий алхимик и врач, один из основателей ятрохимии[12].
- Кардано — итальянский учёный-энциклопедист, выдающийся астролог. Ему принадлежит ряд крупных достижений в математике, физике, медицине и механике. Его цитирует в «Душе астрологии» Уильям Лилли.
- Региомонтан известен, прежде всего, по одноимённой системе домов.
- Марсилио Фичино — создал собственную доктрину «вечной философии». Является переводчиком «Герметического свода».
- Кеплер ввёл минорные аспекты.
- Кампанелла — автор «Города Солнца».
- Агриппа — человек, приобретший пугающую репутацию чародея.
- Джон Ди — ученый, математик, алхимик, создатель енохианской магии.
- Френсис Бэкон — реформатор астрологии, как, впрочем, и прочего знания.
- Роберт Фладд — мистик, современник Френсиса Бэкона. Астрология играла важную роль в каббалистической системе Фладда.
- Уильям Лилли — автор «Христианской астрологии».

### Астрологи Новейшего времени
- Эрнест Крафт — астролог из Швейцарии, состоял на службе департамента СД Третьего Рейха Германии. Специалист в области астрологического прогнозирования и статистики.
- Робер Амбелен — французский эзотерик и оккультист, специалист по магии, теургии и астрологии. Писатель, историк, член Французской Академии.